# Clasificación para el Campeonato Africano de Naciones de 2014
La Clasificación para el Campeonato Africano de Naciones de 2014 fue el torneo que determinó a las selecciones clasificadas al tercer Campeonato Africano de Naciones.

## Equipos participantes
De las 54 asociaciones de fútbol afiliadas a la CAF 36 participaron en el proceso clasificatorio. Las 36 selecciones son divididas según la zona geográfica a la que pertenezcan, cada zona geográfica es gobernada por una de las seis asociaciones regionales en que se divide la CAF. Al estar automáticamente clasificada por ser el país anfitrión la selección de Sudáfrica no participó en el torneo clasificatorio.
| Zona Norte (2 cupos)         | Zona Oeste A (2 cupos)                                          | Zona Oeste B (3 cupos)                                            | Zona Central (3 cupos)                                                        | Zona Centro-Este (3 cupos)                                       | Zona Sur (2 cupos) + Sudáfrica (Anfitrión)                                                                     |
| ---------------------------- | --------------------------------------------------------------- | ----------------------------------------------------------------- | ----------------------------------------------------------------------------- | ---------------------------------------------------------------- | --- |
| - Libia - Marruecos - Túnez  | - Guinea - Liberia - Malí - Mauritania - Senegal - Sierra Leona | - Burkina Faso - Costa de Marfil - Ghana - Níger - Nigeria - Togo | - Camerún - Congo - Gabón - RD Congo                                          | - Burundi - Etiopía - Kenia - Ruanda - Sudán - Tanzania - Uganda | - Angola - Botsuana - Comoras - Mauricio - Mozambique - Namibia - Seychelles - Suazilandia - Zambia - Zimbabue |
| Selecciones no participantes |                                                                 |                                                                   |                                                                               |                                                                  | |
| - Argelia - Egipto           | - Cabo Verde - Gambia - Guinea-Bisáu                            | - Benín                                                           | - Chad - Guinea Ecuatorial - República Centroafricana - Santo Tomé y Príncipe | - Eritrea - Somalia - Sudán del Sur - Yibuti                     | - Lesoto - Madagascar - Malaui                                                                                 |

## Zona norte

### Primera ronda
| Fechas                   | Local ida | Resultado global | Local vuelta | Ida   | Vuelta |
| ------------------------ | --------- | ---------------- | ------------ | ----- | ------ |
| -                        | Argelia   | w.o.             | Libia        | -     | -      |
| 6 de julio - 13 de julio | Túnez     | 0 – 1            | Marruecos    | 0 - 1 | 0 - 0  |

## Zona Oeste A

### Ronda preliminar
| Fechas                           | Local ida  | Resultado global | Local vuelta | Ida   | Vuelta |
| -------------------------------- | ---------- | ---------------- | ------------ | ----- | ------ |
| 2 de diciembre - 15 de diciembre | Liberia    | 1 - 3            | Mauritania   | 0 - 1 | 1 - 2  |
| 2 de diciembre - 15 de diciembre | (v) Guinea | 1 – 1            | Sierra Leona | 0 - 0 | 1 - 1  |

### Primera ronda
| Fechas                   | Local ida | Resultado global | Local vuelta | Ida   | Vuelta |
| ------------------------ | --------- | ---------------- | ------------ | ----- | ------ |
| 6 de julio - 20 de julio | Senegal   | 1 - 2            | Mauritania   | 1 - 0 | 0 - 2  |
| 6 de julio - 28 de julio | Malí      | 3 – 2            | Guinea       | 3 - 1 | 0 - 1  |

## Zona Oeste B

### Ronda preliminar
| Fechas                           | Local ida    | Resultado global | Local vuelta | Ida   | Vuelta |
| -------------------------------- | ------------ | ---------------- | ------------ | ----- | ------ |
| 1 de diciembre - 16 de diciembre | Burkina Faso | 3 - 1            | Togo         | 2 - 1 | 1 - 0  |

### Primera ronda
| Fechas                   | Local ida    | Resultado global | Local vuelta    | Ida   | Vuelta |
| ------------------------ | ------------ | ---------------- | --------------- | ----- | ------ |
| -                        | Benín        | w.o.             | Ghana           | -     | -      |
| 6 de julio - 27 de julio | Nigeria      | 4 – 3            | Costa de Marfil | 4 - 1 | 0 - 2  |
| 6 de julio - 27 de julio | Burkina Faso | 1 – 1 (5 - 6)    | Níger           | 1 - 0 | 0 - 1  |

## Zona Central

### Ronda preliminar
| Fechas | Local ida                | Resultado global | Local vuelta | Ida | Vuelta |
| ------ | ------------------------ | ---------------- | ------------ | --- | ------ |
| -      | República Centroafricana | w.o.             | Congo        | -   | -      |

### Primera ronda
| Fechas                     | Local ida                       | Resultado global | Local vuelta | Ida   | Vuelta |
| -------------------------- | ------------------------------- | ---------------- | ------------ | ----- | ------ |
| 28 de julio - 10 de agosto | Camerún                         | 1 – 1 (6 - 7)    | Gabón        | 1 - 0 | 0 - 1  |
| 7 de julio - 28 de julio   | República Democrática del Congo | 2 – 2            | Congo (v)    | 2 - 1 | 0 - 1  |

| Fechas                      | Local ida | Resultado global | Local vuelta                    | Ida   | Vuelta |
| --------------------------- | --------- | ---------------- | ------------------------------- | ----- | ------ |
| 26 de agosto - 30 de agosto | Camerún   | 1 – 2            | República Democrática del Congo | 0 - 1 | 1 - 1  |

## Zona Centro-Este

### Ronda preliminar
| Fechas                       | Local ida | Resultado global | Local vuelta | Ida   | Vuelta |
| ---------------------------- | --------- | ---------------- | ------------ | ----- | ------ |
| 16 de diciembre - 6 de enero | Burundi   | 1 - 0            | Kenia        | 1 - 0 | 0 - 0  |
| -                            | Etiopía   | w.o.             | Eritrea      | -     | -      |

### Primera ronda
| Fechas                    | Local ida | Resultado global | Local vuelta | Ida   | Vuelta |
| ------------------------- | --------- | ---------------- | ------------ | ----- | ------ |
| 7 de julio - 28 de julio  | Burundi   | 2 – 2 (4 - 3)    | Sudán        | 1 - 1 | 1 - 1  |
| 14 de julio - 27 de julio | Etiopía   | 1 - 1 (6 - 5)    | Ruanda       | 1 - 0 | 0 - 1  |
| 13 de julio - 27 de julio | Tanzania  | 1 – 4            | Uganda       | 0 - 1 | 1 - 3  |

## Zona sur

### Ronda preliminar
| Fechas                           | Local ida  | Resultado global | Local vuelta | Ida   | Vuelta |
| -------------------------------- | ---------- | ---------------- | ------------ | ----- | ------ |
| 1 de diciembre - 15 de diciembre | Mauricio   | 2 – 0            | Comoras      | 2 - 0 | 0 - 0  |
| 2 de diciembre - 15 de diciembre | Mozambique | 6 – 1            | Seychelles   | 4 - 0 | 2 - 1  |

### Primera ronda
| Fechas                    | Local ida   | Resultado global | Local vuelta | Ida   | Vuelta |
| ------------------------- | ----------- | ---------------- | ------------ | ----- | ------ |
| 28 de julio - 4 de agosto | Mauricio    | 1 – 4            | Zimbabue     | 0 - 3 | 1 - 1  |
| 28 de julio - 3 de agosto | Mozambique  | 3 – 3 (5 - 4)    | Namibia      | 3 - 0 | 0 - 3  |
| 23 de junio - 29 de junio | Suazilandia | 0 – 2            | Angola       | 0 - 1 | 0 - 1  |
| 27 de julio - 3 de agosto | Botsuana    | 1 – 3            | Zambia       | 1 - 1 | 0 - 2  |

### Segunda ronda
| Fechas                      | Local ida      | Resultado global | Local vuelta | Ida   | Vuelta |
| --------------------------- | -------------- | ---------------- | ------------ | ----- | ------ |
| 18 de agosto - 24 de agosto | Zimbabue       | 1 – 0            | Zambia       | 0 - 0 | 1 - 0  |
| 25 de agosto - 31 de agosto | (v) Mozambique | 1 – 1            | Angola       | 0 - 0 | 1 - 1  |

## Clasificados
| Bandera de Sudáfrica  | Bandera de Libia      | Bandera de Ghana      | Bandera de Marruecos  |
| Sudáfrica             | Libia                 | Ghana                 | Marruecos             |
| Organizador           | Zona Norte            | Zona Oeste B          | Zona Norte            |
| Clasificado: 25/08/11 | Clasificado: 06/07/13 | Clasificado: 06/07/13 | Clasificado: 13/07/13 |

| Bandera de Mauritania | Bandera de Etiopía    | Bandera de Niger      | Bandera de Nigeria    |
| Mauritania            | Etiopía               | Niger                 | Nigeria               |
| Zona Oeste A          | Zona Centro-Este      | Zona Oeste B          | Zona Oeste B          |
| Clasificado: 20/07/13 | Clasificado: 27/07/13 | Clasificado: 27/07/13 | Clasificado: 27/07/13 |

| Bandera de Uganda     | Bandera de Burundi    | Bandera de República del Congo | Bandera de Mali       |
| Uganda                | Burundi               | Congo                          | Malí                  |
| Zona Centro-Este      | Zona Centro-Este      | Zona Central                   | Zona Oeste A          |
| Clasificado: 27/07/13 | Clasificado: 28/07/13 | Clasificado: 28/07/13          | Clasificado: 28/07/13 |

| Bandera de Gabón      | Bandera de Zimbabue   | Bandera de República Democrática del Congo | Bandera de Mozambique |
| Gabón                 | Zimbabue              | República Democrática del Congo            | Mozambique            |
| Zona Central          | Zona Sur              | Zona Central                               | Zona Sur              |
| Clasificado: 10/08/13 | Clasificado: 24/08/13 | Clasificado: 30/08/13                      | Clasificado: 31/08/13 |